# Wright Electric
Wright Electric est une start-up américaine développant un avion de ligne électrique.

## Design
L'avion doit fonctionner sur batteries et doit être capable de réaliser des vols de moins de 300 milles (480 km). Il comportera des ailes à allongement élevé pour un vol économe en énergie, une propulsion électrique distribuée et des batteries interchangeables avec une chimie cellulaire avancée.

## Histoire
La startup de 10 personnes basée à Los Angeles a été fondée en 2016 et a reçu du capital-risque de groupes tels que l'accélérateur de la Silicon Valley Y Combinator. L'entreprise porte le nom des frères Wright.
En septembre 2017, la compagnie aérienne britannique EasyJet a annoncé qu'elle développait un 180 places électrique pour 2027 avec Wright Electric. Wright Electric a construit une preuve de concept à deux places avec 272 kg de batteries, et estime que les batteries peuvent être agrandies avec de nouvelles chimies de batterie sensiblement plus légères : une autonomie de 540 km suffirait pour 20 % des passagers d'Easyjet.  Wright Electric prévoit de développer un avion de ligne court-courrier monocouloir de 10 places et finalement d'au moins 120 passagers et vise 50% de bruit en moins et 10% de coûts en moins.
Pour évaluer les systèmes de propulsion électrique, deux bancs d'essai ont été construits : l'un avec deux moteurs de UQM Technologies de 250 kW et deux hélices Hartzell, construit avec Yates Electrospace, l'autre sur une remorque de 4 500 kg à amener sur des sites d'essai en haute altitude[réf. nécessaire].
En novembre 2018, Wright testait un moteur électrique disponible dans le commerce, avant de le combiner avec un turbopropulseur Pratt & Whitney Canada PT6A à installer sur un neuf places existant pour les essais en vol de 2019, qui pourraient être commercialisés ultérieurement. Wright travaille avec la société madrilène Axter Aerospace, pilotant déjà son AX-40S biplace basé sur un Tecnam P92 avec un moteur à pistons Rotax et un moteur électrique entraînant l'hélice, avec quatre fois moins de puissance. Après un modèle de 50 places, Darold Cummings, concepteur de la configuration turboélectrique ESAero ECO-80 pour la NASA, a fait évoluer cette conception précédente pour l'avion de ligne Wright de 186 places avec 500 km d'autonomie pour EasyJet, qui pourrait utiliser un plus puissant moteur breveté Wright.
En novembre 2019, les vols d'essai du neuf places devaient commencer dans les semaines à venir, tandis qu'EasyJet s'est associé à Airbus pour étudier simultanément un avion de ligne court-courrier. 
En janvier 2020, Wright Electric a révélé qu'il construisait un moteur électrique de 1,5 MW et un onduleur de 3 kV destinés à alimenter un avion Wright 1 de 186 places avec une autonomie d'au moins 560 km qui pourrait entrer en service à partir de 2030. Les essais au sol du moteur sont prévus pour 2021 et les essais en vol pour 2023. 
Wright Electric a reçu le prix de la durabilité 2020 décerné par World Finance en tant qu'organisation la plus durable au monde dans l'industrie de la construction aéronautique.
En septembre 2021, Wright Electric a commencé à tester un moteur électrique de 2 MW pour ses avion d'une autonomie de 1 500 km, l'avion de ligne Wright 1 de 186 passagers entrera en service en 2030, en partenariat avec EasyJet et Viva Aerobus.  En novembre 2021, la société a annoncé une version tout électrique du biréacteur régional BAe 146 pour un premier vol en 2024 et une introduction en 2026, remplaçant ses quatre turbosoufflantes par des moteurs électriques pour une heure d'endurance, alimentés par des piles à combustible en aluminium ou à hydrogène.

## Sources et références
1. ↑  (en-US) Josh Constine, « Wright Electric unveils its commercial electric plane business », sur TechCrunch, 21 mars 2017 (consulté le 27 décembre 2022)
2. ↑  « Home | Wright Electric », sur www.weflywright.com (consulté le 27 décembre 2022)
3. ↑  (en-US) Twitter et Instagram, « This L.A. electric plane startup is working with EasyJet to develop electric jetliners », sur Los Angeles Times, 27 septembre 2017 (consulté le 27 décembre 2022)
4. ↑  Engler, « WRIGHT WEEKLY WEPORT SEPT 17 2015 », Wright Electric blog, 17 septembre 2015
5. ↑  « EasyJet joins electric aircraft project | Aviation Week Network », sur aviationweek.com (consulté le 27 décembre 2022)
6. ↑  (en) Dominic Perry2017-09-27T06:35:00+01:00, « EasyJet unveils short-haul electric aircraft ambition », sur Flight Global (consulté le 27 décembre 2022)
7. ↑  Monaghan, Angela, « EasyJet says it could be flying electric planes within a decade », The Guardian, 27 septembre 2017 (consulté le 28 septembre 2017)
8. ↑  « The Week In Technology Nov. 5-Nov. 12, 2018 | Aviation Week Network », sur aviationweek.com (consulté le 27 décembre 2022)
9. ↑  (en) Michael Gubisch2019-11-19T13:08:00+00:00, « Airbus and EasyJet to jointly study electric aircraft », sur Flight Global (consulté le 27 décembre 2022)
10. ↑  (en) David Kaminski-Morrow, « EasyJet ‘electric aircraft’ partner aims to fly engine in 2023 », Flight Global,‎ 30 janvier 2020 (lire en ligne)
11. ↑  (en) « Sustainability Awards 2020 », World Finance,‎ 3 juillet 2020 (lire en ligne)
12. 1 2  Charles Alcock, « Wright Takes BAe 146 Fast-Track to Electric Airliner Market », AIN,‎ 4 novembre 2021 (lire en ligne)